# Kozin (Bosznia-Hercegovina)
Kozin (szerbül: Козин) szerb falu Bosznia-Hercegovinában, a Bosznia-hercegovinai Föderáció Una-Szanai kantonjában, Sanski Most községben.

## Fekvése
Bosznia-Hercegovina északnyugati részén, Bihácstól légvonalban 39, közúton 52 km-re keletre, Sanski Mosttól légvonalban 24, közúton 38 km-re nyugatra fekvő dombos, erdős területen fekszik.

## Népessége
| Nemzetiségi csoport | Népesség 1991 | Népesség 2013 |
| ------------------- | ------------- | ------------- |
| Szerb               | 89            | 6             |
| Bosnyák             | 0             | 0             |
| Horvát              | 0             | 0             |
| Jugoszláv           | 2             | 0             |
| Egyéb               | 1             | 0             |
| Összesen            | 92            | 6             |

## Története
A falutól nem messze, de már a szomszédos Hašani falu területén, a Japar-folyó kanyarulatában 430 méteres tengerszint feletti magasságban állt Japar középkori vára. Egyházi szempontból Japar a Szanai kerülethez tartozott. A japari Szent Márk és Márton tiszteletére szentelt plébániatemplomot 1334-ben említi Iván goricai főesperes a zábrábi egyházmegye statutumában. A vár ledőlt tornyainak és falainak kövei ma is láthatók a Japar-folyó feletti domb tetején. Ezek alapján még ma is meg lehet állapítani, hogy eredetileg hol voltak a falak és a tornyok, noha erről a középkori várról csak egyetlen információ áll rendelkezésre.
A török időkben Kozin falu Kloka, Kozin Mali, Kozin Veliki, Majkići és Makusin településrészeivel a modrai muszlim gyülekezethez tartozott.

## Nevezetességei
Japar középkori várának maradványai